# Jamielnik (powiat działdowski)
Jamielnik – wieś w Polsce położona w województwie warmińsko-mazurskim, w powiecie działdowskim, w gminie Lidzbark.
W latach 1975–1998 miejscowość należała administracyjnie do województwa ciechanowskiego.
Wieś składa się z trzech odrębnych części:
1. Przy drodze pomiędzy Lidzbarkiem a Bryńskiem
2. Przy drodze pomiędzy Lidzbarkiem a Bełkiem
3. Osiedle przylegające do miasta Lidzbark

W skład wsi wchodzi również przysiółek Wybudowanie Jamielnickie (TERYT 1044910).